# رالي كورسيكا 2015
رالي كورسيكا 2015 هو سباق رالي أقيم في الفترة من 1 أكتوبر إلى 4 أكتوبر 2015 في أجاكسيو، فرنسا. كان الجولة الحادية عشر ضمن بطولة العالم للراليات موسم 2015. تكون الرالي من 9 مراحل. فاز به ياري ماتي لاتفالا.